# Esch (près Wittlich)
Pour les articles homonymes, voir Esch (homonymie).
Esch est une municipalité allemande située dans le land de Rhénanie-Palatinat et l'arrondissement de Bernkastel-Wittlich.